# Christophe Jaquerod
Christophe Jaquerod est un athlète suisse né le 18 février 1966. Spécialiste de l'ultra-trail, il a notamment remporté le Festival des Templiers ex aequo avec le Népalais Dawa Dachhiri Sherpa en 2005, l'Ultra-Trail du Mont-Blanc également en 2005 et le Grand Raid ex aequo avec le Français Vincent Delebarre en 2006.

## Biographie
Christophe Jaquerod débute la course à pied en 1987 avec les courses de montagne. Il remporte notamment Montreux-Les-Rochers-de-Naye en 1995.
En 1993, il s'essaye au trail, avec les 44 kilomètres du tour des Dents-du-Midi et remporte la victoire à la surprise générale. Se sentant plus à l'aise sur des épreuves plus longues, il oriente sa carrière en trail et ultra-trail.

## Palmarès
| no  | masculin           | Course                              | Pays   | Longueur | Départ            | Temps            |
| --- | ------------------ | ----------------------------------- | ------ | -------- | ----------------- | ---------------- |
| 1re | Médaille d'or      | Course Montreux-Les-Rochers-de-Naye | Suisse | 18,8 km  | 25 juin 1995      | 1 h 32 min 52 s  |
| 3e  | Médaille de bronze | La 6000D                            | France | 55 km    | 29 juillet 2001   | 4 h 46 min 12 s  |
| 1re | Médaille d'or      | Défi Val-de-Travers                 | Suisse | 72 km    | 17 août 2002      | 5 h 31 min 41 s  |
| 3e  | Médaille de bronze | Ariège Pyrénées Trail               | France | 65 km    | 24 avril 2003     | 6 h 39 min 30 s  |
| 1re | Médaille d'or      | Euskal Raid                         | France | 67 km    | 13 septembre 2003 | 6 h 47 min 03 s  |
| 1re | Médaille d'or      | Trail de l'Ardechois                | France | 57 km    | 1er mai 2004      | 5 h 14 min 46 s  |
| 1re | Médaille d'or      | Volcano Trail Guadeloupe            | France | 50 km    | 30 mai 2005       | 6 h 36 min 08 s  |
| 2e  | Médaille d'argent  | Grand Raid Du Mercantour            | France | 104 km   | 18 juin 2005      | 12 h 54 min 53 s |
| 2e  | Médaille d'argent  | Fila Sky Race                       | France | 48 km    | 3 juillet 2005    | 4 h 34 min 05 s  |
| 3e  | Médaille de bronze | Swiss Alpine Marathon K78           | Suisse | 78 km    | 30 juillet 2005   | 6 h 21 min 03 s  |
| 1re | Médaille d'or      | Ultra-Trail du Mont-Blanc           |        | 155 km   | 26 août 2005      | 21 h 11 min 07 s |
| 1re | Médaille d'or      | Annapurna Mandala Trail             | Népal  | 307 km   | 10 novembre 2005  | 42 h 15 min 04 s |
| 1re | Médaille d'or      | Trail Nivolet Revard                | France | 49 km    | 7 mai 2006        | 4 h 15 min 28 s  |
| 2e  | Médaille d'argent  | Olympus Marathon                    | Grèce  | 44 km    | 25 juin 2006      | 5 h 1 min 18 s   |
| 1re | Médaille d'or      | Grand Raid de la Réunion            | France | 148 km   | 20 octobre 2006   | 20 h 39 min 40 s |
| 3e  | Médaille de bronze | Merrell Sky Race                    | France | 57 km    | 8 juillet 2007    | 5 h 15 min 16 s  |
| 6e  | 6e                 | Ultra-Trail du Mont-Blanc           |        | 163 km   | 24 août 2007      | 23 h 40 min 43 s |
| 2e  | Médaille d'argent  | Grand Raid de la Réunion            | France | 150 km   | 19 octobre 2007   | 24 h 46 min 08 s |
| 1re | Médaille d'or      | La TransMartinique                  | France | 127 km   | 14 décembre 2007  | 17 h 20 min 00 s |
| 1re | Médaille d'or      | Trail du Ventoux                    | France | 42 km    | 23 mars 2008      | 3 h 32 min 20 s  |